# Not So Soft
Not So Soft è il secondo album in studio della cantautrice statunitense Ani DiFranco, pubblicato nel 1991.

## Tracce
1. Anticipate – 3:16
2. Rockabye – 4:28
3. She Says – 3:32
4. Make Me Stay – 3:06
5. On Every Corner – 4:15
6. Small World – 3:39
7. Not So Soft – 1:57
8. Roll With It – 3:44
9. Itch – 2:58
10. Gratitude – 3:09
11. The Whole Night – 2:42
12. The Next Big Thing – 3:36
13. Brief Bus Stop – 3:36
14. Looking for the Holes – 3:31